# Ирвин Хост
Ирвин Хост (хол. Irvin Hoost; 19. април 1999) суринамски је пливач чија специјалност су спринтерске трке делфин стилом. 

## Спортска каријера
На светским првенствима у великим базенима дебитовао је у корејском Квангџуу 2019. где је у квалификацијама трке на 50 делфин заузео укупно 66. место. У квалификацијама трке на 100 делфин је дисквалификован.